# Stannington (South Yorkshire)
Stannington – dzielnica w Sheffield, w Anglii, w South Yorkshire, w dystrykcie metropolitalnym Sheffield. W 2011 dzielnica liczyła 18 222 mieszkańców.